# 야스다촌 (가가와현)
야스다촌(일본어: 安田村)은 일본 가가와현 쇼즈군에 있던 촌이다. 

## 역사
- 1889년 4월 1일 - 정촌제 시행에 수반해 쇼즈군 야스다촌, 기노쇼촌, 다치바나촌, 이와가타니촌, 아테하마촌이 합병해 야스다촌이 성립하였다.
- 1951년 4월 1일 - 니시촌, 야스다촌, 노마촌, 사카테촌과 합병해 우치노미정이 되어 소멸하였다.

## 참고 문헌
- 角川日本地名大辞典編纂委員会, 『角川日本地名大辞典 43 香川県』, 1985, 角川書店
- 愛郷同志会 編『香川年鑑』 昭和26年、愛郷同志会、香川郡雌雄島村女木島、1951年1月31日。